# Красотіл пахучий
Красоті́л паху́чий (Calosoma sycophanta) — вид жуків з родини Carabidae. Активний винищувач деревних лускокрилих шкідників.

## Морфологічні ознаки
Завдовжки 22-31 мм. Тіло широке, плечові кути виступаючі. Забарвлення знизу чорно-синє, надкрила золотаво-зелені з яскравим мідно-червоним металічним відливом.

## Поширення
Ареал охоплює Південну і Середню Європу, південь Швеції, Північну Африку, Передню Азію, центральні та південні райони Східноєвропейської рівнини та передгір'я південного Уралу, Кавказу, Закавказзя, Середньої Азії, Іран та південь Західного Сибіру. Акліматизований у США.
Поширений майже по всій території України, частіше на півдні.

## Особливості біології
Нічний вид. Зимують жуки (рідше личинки III віку) в ґрунті та підстилці. Парування та відкладання яєць (близько 60 за весь період життя) спостерігається навесні — початку літа. Розвиток личинок триває 2-3 місяці. Молоді жуки з'являються в серпні-вересні. Зустрічається в широколистяних та мішаних лісах, чагарниках, парках, рідше — в полезахисних смугах та садах, як на поверхні ґрунту, так і в кронах дерев. Зоофаг широкого профілю, але живиться переважно гусінню метеликів. Екологію цього виду вивчав та розробляв засоби використання його для захисту лісу О. І. Воронцов.

## Загрози та охорона
Тривале застосування пестицидів у лісах, вирубування дерев та чагарників призводять до зменшення природних місць перебування виду та його чисельності.
Занесено до Червоної книги Росії та Європейського Червоного списку. Охороняється у заповідниках та заказниках України. Розмноження проводилось в інсектаріях при інтродукції в Північну Америку.